# Melinnacheres ergasiloides
Melinnacheres ergasiloides är en kräftdjursart som beskrevs av Michael Sars 1870. Melinnacheres ergasiloides ingår i släktet Melinnacheres och familjen Melinnacheridae. Arten är reproducerande i Sverige. Inga underarter finns listade i Catalogue of Life.